# Citrin
A citrin a kvarc ásvány sárga színű, drágakőként használt változata.

## Ásványtani jellemzői
Színe a sárgának legvilágosabb árnyalatától a legsötétebbig változhat; citrom-, bor-, méz-, arany-, narancs- és barnássárga mind előfordulnak. A hegyikristályhoz hasonló kristályok általában 10-15 centiméter hosszat érnek el. A színeloszlás sokkal egyenletesebb, mint az ametisztekben; a nem egyenletesen színezett kristályok felhősek. A sötétsárga kristályokban gyenge pleokroizmus észlelhető. A vas színezi.
Hevítve a citrin színe, alacsonyabb hőmérsékleten, általában világosabbá válik, magasabb hőmérsékleten a kristály megzavarosodik. A rádiumsugárzás a citrint feketésbarnára, a röntgensugárzás pedig barnára színezi.

## Előfordulása
Európában a legjelentősebb lelőhelyek a spanyolországi Villas Buenas és Villa Seca, úgyszintén a füstkvarcot is tartalmazó Hinojosa. Egyes spanyol citrinek hevítve a madeira bor színéhez hasonló égővöröses-barnává válnak, e köveket madeira topáz név alatt forgalmazzák. A skóciai Arran barnás vagy füstös sárga citrinjei skót topáz néven ismertek. 
A legtöbb citrin a brazíliai Goyaz és Minas Gerais államokból származik. Színük citrom-narancssárga. 
A madagaszkári citrinek színe topázsárga. 

## Felhasználása
Nyers kristályainak sárga kristály a neve, csiszolva nyugati-, cseh-, skót-, spanyol-, madeira-, aranytopáz név alatt ismerik, holott a topázhoz éppen olyan kevés köze van, mint a többi kvarcváltozatnak.
Népszerű és elterjedt az ékszerek között, de lakásdíszek között is megtalálható és a textilfelhasználásban is használt díszítőelemként.
Egy szóval ékkőként és díszkőként egyaránt előszeretettel alkalmazzák.